# Pola Raksa
Pola Raksa, tên thật là Apolonia Raksa (sinh ngày 14 tháng 4 năm 1941 tại Lida), là một trong những nữ diễn viên xuất sắc nhất trong lịch sử điện ảnh Ba Lan.

## Học vấn
Lúc đầu, Pola Raksa học ngành Ngôn ngữ Ba Lan của Đại học Wrocław. Sau đó, bà đổi sang học diễn xuất tại Trường Điện ảnh Quốc gia ở Łódź và tốt nghiệp vào năm 1964.

## Sự nghiệp
Con đường nghệ thuật của bà bắt đầu từ những năm 1950, trong một quán cà phê, khi Pola được một phóng viên phát hiện và chụp ảnh của bà để đăng lên tạp chí Dookoła Świata. Vì vậy, vẻ đẹp của bà đã thu hút sự chú ý của nữ đạo diễn Maria Kaniewska, người đã mời bà đóng vai Wanda trong bộ phim Satan của lớp 7 (tiếng Ba Lan: Szatan z siódmej klasy). Đây cũng là bộ phim đầu tiên của Pola Raksa.
Bên cạnh việc xuất hiện trong các bộ phim điện ảnh, trong giai đoạn từ năm 1964 đến cuối những năm 1980, bà còn tham gia diễn xuất trên các sân khấu như: nhà hát Powszechny (ở Łódź), nhà hát Współczesny (ở Warsaw) và một số nhà hát khác.
Pola Raksa đã được trao tặng nhiều giải thưởng và danh hiệu cả ở Ba Lan và nước ngoài. Năm 2003, bà được độc giả của tờ báo Super Express bình chọn là nữ diễn viên tóc vàng đẹp nhất của Ba Lan.

## Phim tiêu biểu
- Szatan z siódmej klasy (1960) - trong vai Wanda
- Panienka z okienka (1964) - trong vai Hedwiga
- Rekopis znaleziony w Saragossie (1964) - trong vai Inezilia
- Popioły (1965) - trong vai Helena de With
- Bicz bozy (1966) - trong vai Hania
- Czterej pancerni i pies (TV, 1966–1970) - trong vai Marusia
- Paryż – Warszawa bez wizy (1967) - trong vai Elizabeth
- Przygoda z piosenką (1968) - trong vai Mariola
- Pogoń za Adamem (1970) - trong vai Kama
- Aria dla atlety (1979) - trong vai Cecylia
- Nic nie stoi na przeszkodzie (1980) - trong vai Irena
- Uprowadzenie Agaty (1993) - trong vai người mẹ

## Giải thưởng
- Hạng mục Nữ diễn viên chính xuất sắc nhất do tạp chí Soviet Screen bình chọn tại Liên hoan phim quốc tế Moskva 1967
- Giải thưởng cá nhân cho vai Juliet trong vở kịch Romeo và Juliet tại Liên hoan Truyền hình lần thứ hai của Nhà hát Kịch (1965)
- Giải thưởng Mặt nạ bạc cho hạng mục Nữ diễn viên được yêu thích nhất (1967, 1969, 1970)
- Huân chương Chữ thập vàng (tiếng Ba Lan: Krzyż Zasługi) (1974)
- Huy hiệu Nhà hoạt động văn hóa ưu tú (1979)